# Groupe SEB
Groupe SEB, Société d'Emboutissage de Bourgogne, är en fransk vitvarutillverkare med säte i Écully nära Lyon. Företaget grundades 1857. År 2013 hade det en omsättning på 4,165 miljarder euro.
Groupe SEB har köpt upp flera andra vitvarutillverkare. Inom koncernen ingår numera varumärkena Tefal (sedan 1968), Rowenta (1988), Moulinex (2001), Krups (del av Moulinex sedan 1991), OBH Nordica (2015) med flera.
Företaget äger också Württembergische Metallwarenfabrik